# Hoofdwacht, Haarlem
Hoofdwacht är ett historiskt rijksmonument och ett tidigare fängelse på Grote Markt i Haarlem, Nederländerna.

## Historia

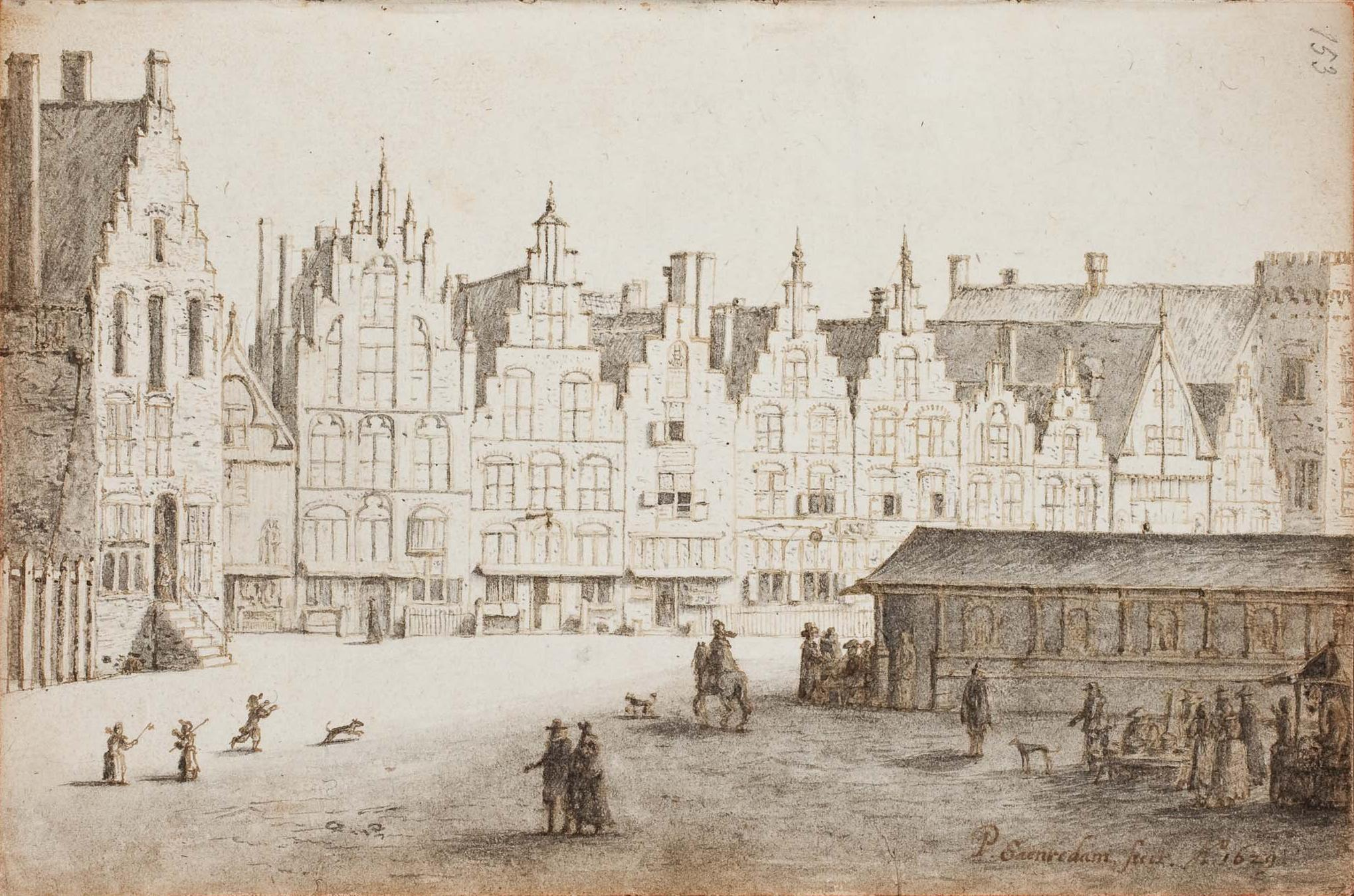
Hoofwacht syns till vänster på en skiss av Grote Markt sett österut mot Smedesstraat och Klokhuisplein. Till höger syns fiskmarknaden (idag mycket mindre) i skuggan av St. Bavochurch. Av Pieter Jansz Saenredam år 1629.

Hoofdwacht byggdes på 1200-talet och anses vara den äldsta byggnaden i Haarlem. Spår inuti väggen tyder på att detta är en av de äldsta byggnaderna i staden. Från 1250 till omkring 1350 tjänade den som det första stadshuset i Haarlem. 
Byggnaden användes av kommunfullmäktige som samlingslokal när greven av Holland stannade i stadshusbyggnaden. Efter det bodde flera viktiga familjer i huset. Den nedre delen av huset har använts även som ett tryckeri, en lanthandel och en lagringshall för öl. Humanisten Dirck Volckertszoon Coornhert arbetade en gång i Hoofdwacht. Barockfasaden är från cirka 1650.
Den 17 maj 1755 köptes byggnaden av kommunen för att tjäna som högkvarter för stadsvakterna (schutterij). Fram till dess att fängelset byggdes på den östra sidan av floden Spaarne, känd som Koepelgevangenis, år 1899 fanns det fängelserum på övervåningen. Före år 1755 hölls fångar i källaren på stadshuset tvärs över gatan, som ofta var ganska fuktiga. Fångarnas levnadsvillkor förbättrades därför avsevärt när de flyttades till övervåningen i Hoofdwacht.
Sedan 1919 används byggnaden av den historiska föreningen Historische Vereniging Haerlem, som använder den för möten och mindre offentliga utställningar om Haarlems historia. Det finns även ett mindre museum i byggnaden som är öppet mellan maj och september.